# Czasy ostateczne: Pozostawieni
Czasy ostateczne: Pozostawieni (org. Left Behind) – amerykański film z gatunku chrześcijańskiej fantastyki postapokaliptycznej. Zrealizowany został na podstawie powieści Dzień zagłady autorstwa Tima LaHaye'a i Jerry'ego B. Jenkinsa.

## Treść
Na Ziemi dochodzi do serii wydarzeń, które zwiastują zapowiedziany w Biblii koniec świata. Wkrótce mają miejsce tajemnicze zniknięcia milionów ludzi, wśród których przeważają dzieci oraz osoby charakteryzujące się religijnością. Pozostali na Ziemi ludzie pojmują, że ci co zniknęli zostali wzięci do nieba, czego oni sami nie byli godni.
Wśród pozostawionych są: pilot Rayford Steele (Nicolas Cage) i jego córka Chloe (Cassi Thomson), młody dziennikarz Buck Williams (Chad Michael Murray) oraz pastor Bruce Barnes (Lance E. Nichols).

## Obsada
- Nicolas Cage: Rayford Steele
- Chad Michael Murray: Cameron „Buck“ Williams
- Cassi Thomson: Chloe Steele
- Nicky Whelan: Hattie Durham
- Jordin Sparks: Shasta Carvell
- Lea Thompson: Irene Steele
- Lance E. Nichols: pastor Bruce Barnes
- William Ragsdale: Chris Smith
- Martin Klebba: Melvin Weir
- Quinton Aaron: Simon
- Judd Lormand: Jim
- Stephanie Honoré: Kimmy
- Gary Grubbs: Dennis
- Georgina Rawlings: Venice Baxter
- Lolo Jones: Lori
- Han Soto: Edwin
- Major Dodson: Rayford „Raymie“ Steele, Jr.
- Alec Rayme: Hassid

i inni.